# Saison 2019 de l'équipe cycliste féminine Sunweb
La saison 2019 de l'équipe cycliste féminine Sunweb est la neuvième de la formation. L'effectif est quasiment stable avec l'arrivée de la jeune sprinteuse norvégienne Susanne Andersen, ainsi que de la polyvalente Janneke Ensing et Pfeiffer Georgi. Au niveau des départs, la spécialiste du contre-la-montre néerlandaise Ellen van Dijk quitte l'équipe. C'est également le cas de la grimpeuse américaine Ruth Winder.
La saison est compliquée sur le plan comptable pour l'équipe, il faut attendre le 7 septembre pour qu'elle enregistre sa première victoire sur une course en ligne. Coryn Rivera ne performe pas en début de saison comme les années précédentes. Son meilleur résultat étant une huitième place au Trofeo Alfredo Binda. Elle retrouve néanmoins la forme en fin de saison avec une troisième place À la RideLondon-Classique, la deuxième place sur le Tour de Norvège et au Grand Prix de Plouay. Elle remporte aussi deux étapes au Tour de Belgique. L'autre leader de l'équipe, Lucinda Brand réalise une belle saison de cyclo-cross avant d'entamer la saison sur route. Elle se concentre sur le Tour d'Italie, où elle subit la loi d'Annemiek van Vleuten. Elle est souvent à l'attaque mais sans succès. Elle finit sixième à une minute du podium. Elle obtient d'autre accessits durant la saison, dont une troisième place aux championnats d'Europe du contre-la-montre, mais pas aucune victoire. Leah Kirchmann gagne le Grand Prix cycliste de Gatineau et le championnat du Canada du contre-la-montre. Elle est aussi sixième du Women's Tour et deuxième de La course by Le Tour de France. Floortje Mackaij a pour principal résultat sa deuxième place sur Liège-Bastogne-Liège. Les autres jeunes de l'équipe confirment leur potentiel : Liane Lippert se montre au Women's Tour avec le maillot de leader et une troisième place au championnat d'Allemagne, Pernille Mathiesen est deuxième du Tour de Thuringe, Juliette Labous est onzième du Tour d'Italie et Franziska Koch remporte une étape du Boels Ladies Tour. Leah Kirchmann est dix-huitième du classement UCI, tandis que Coryn Rivera quinzième du World Tour. Sunweb est deuxième des deux classements par équipes.

## Préparation de la saison

### Partenaires et matériel de l'équipe

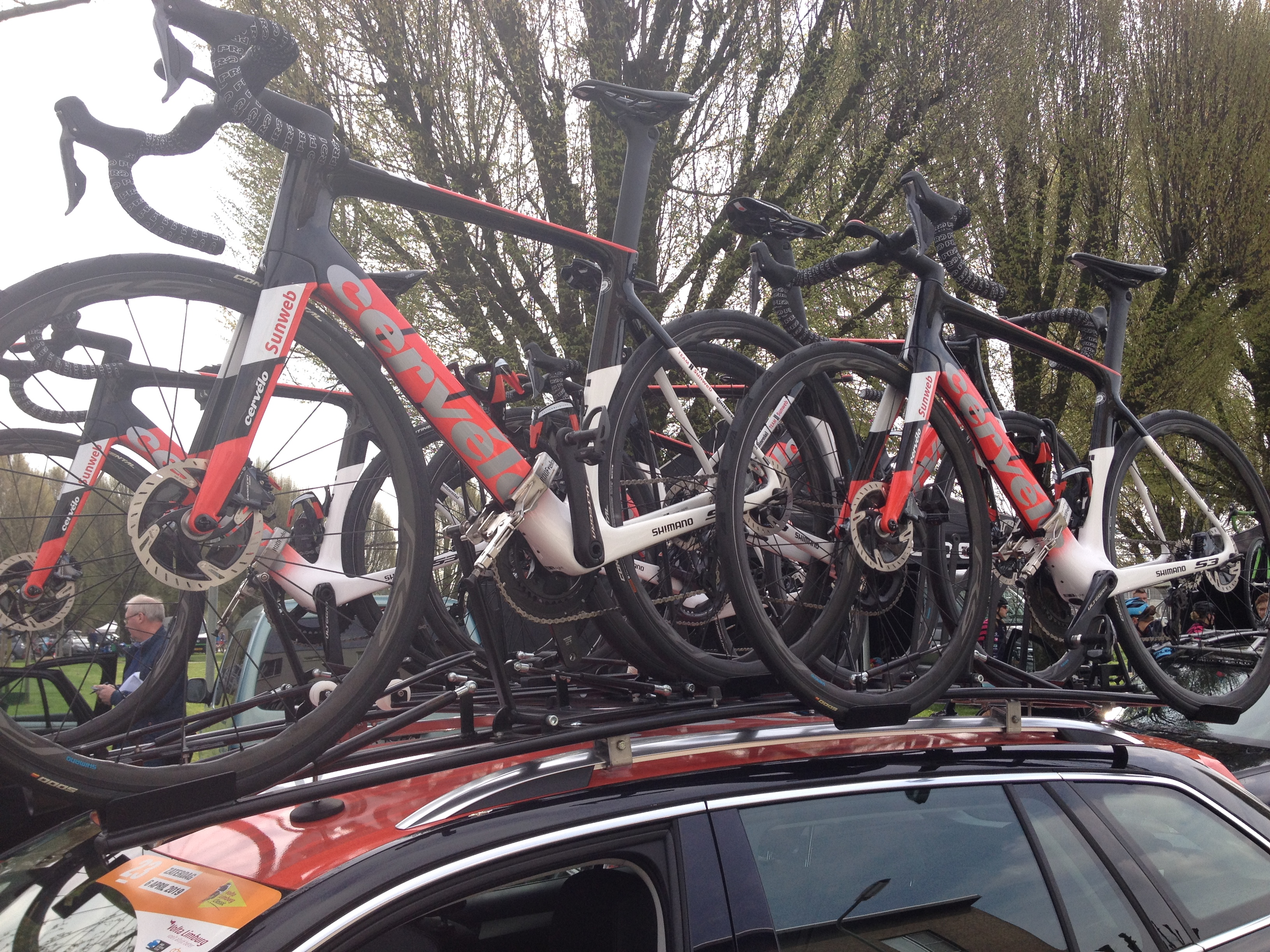
Vélo de l'équipe

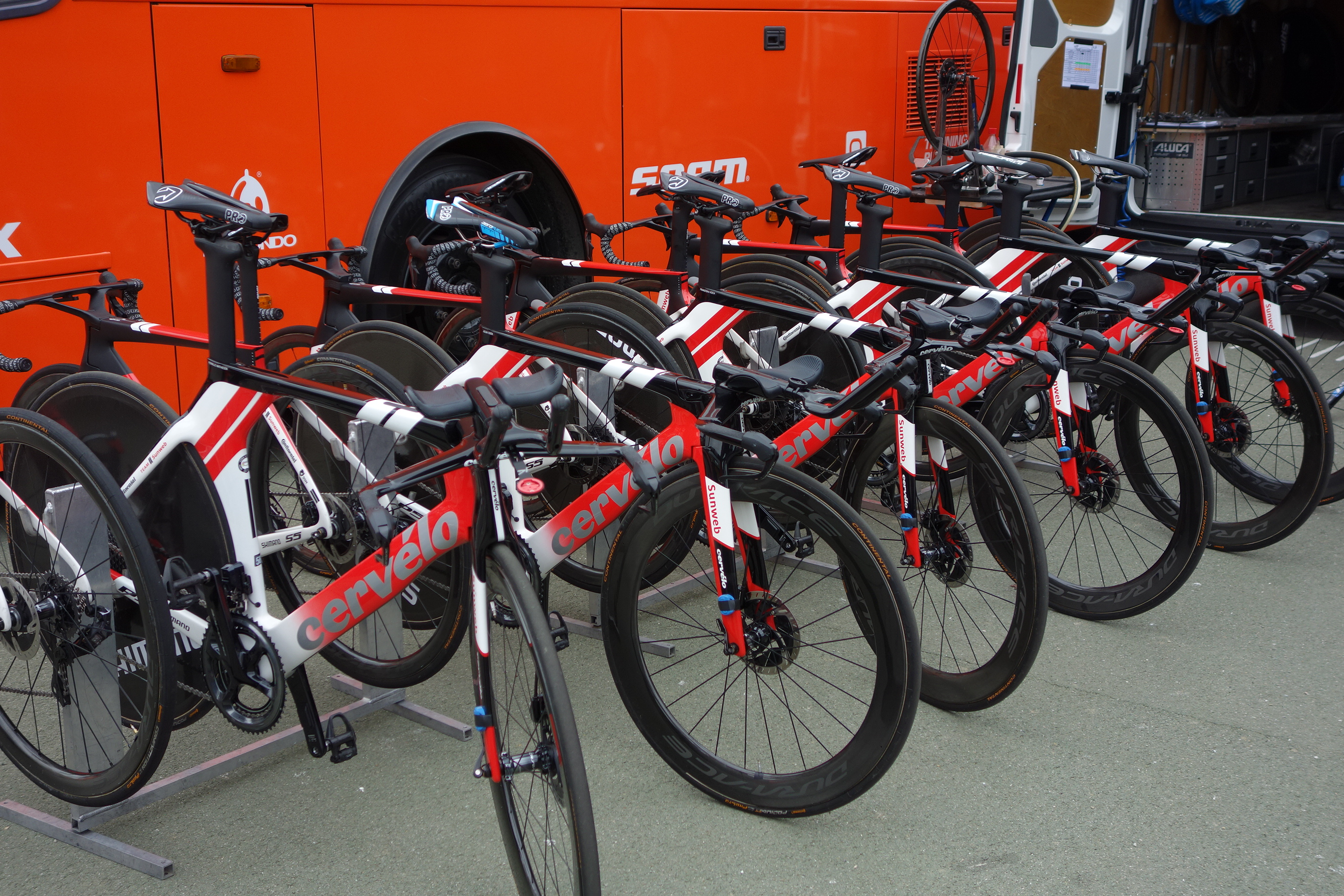
Vélo du contre la montre de l'équipe

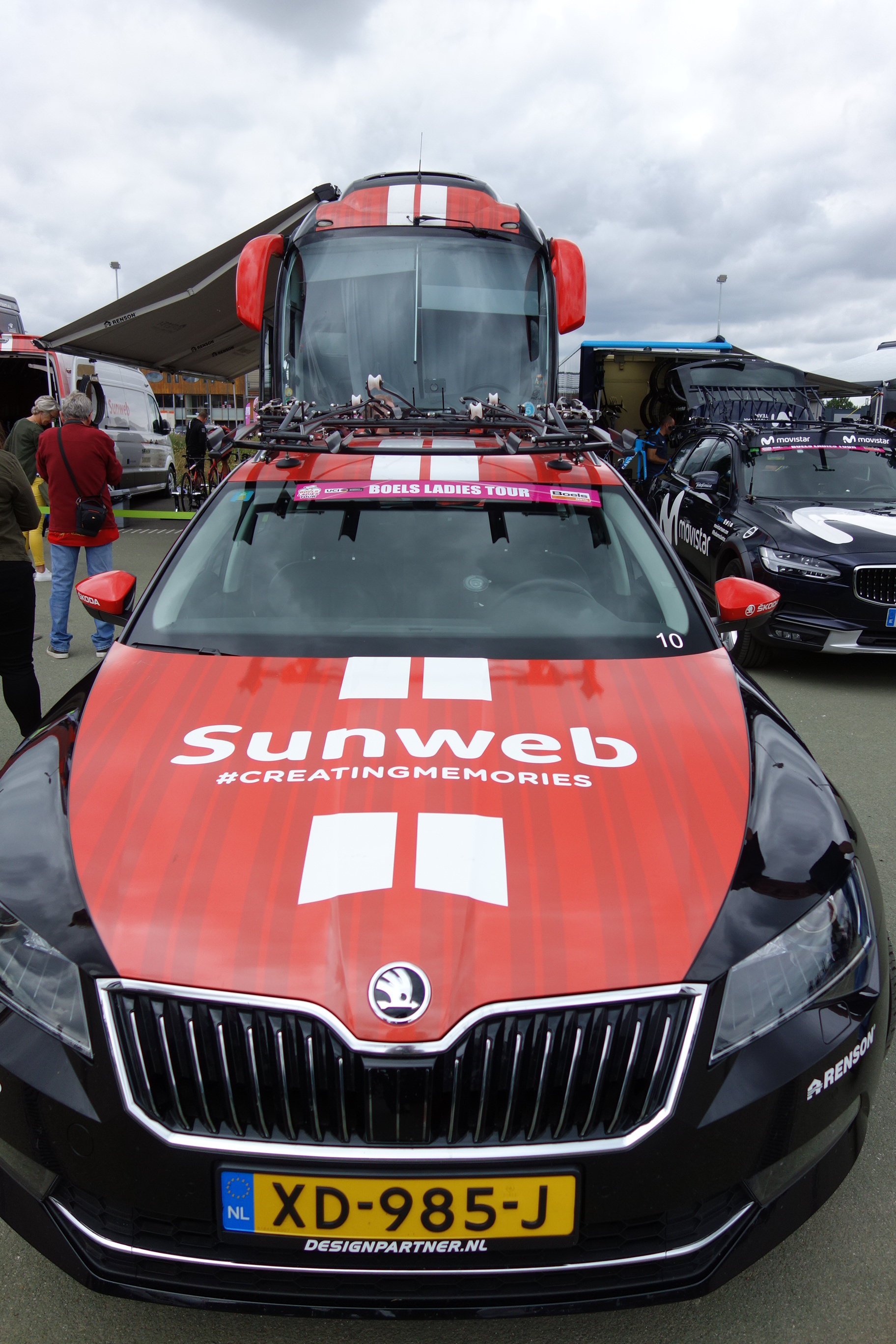
Voiture de l'équipe

Sunweb est le sponsor principal de l'équipe cette saison. Ce maillot, fourni par Etxeondo, est identique à celui de l'équipe masculine Sunweb.
Les vélos sont de marque Liv, la ligne féminine du constructeur Giant. Les roues sont de cette dernière marque, le groupe est Shimano.

### Arrivées et départs
L'effectif de l'équipe est relativement stable. La jeune sprinteuse norvégienne Susanne Andersen rejoint l'équipe, tout comme la polyvalente néerlandaise Janneke Ensing. Pfeiffer Georgi est également recrutée.
Au niveau des départs, la spécialiste du contre-la-montre néerlandaise Ellen van Dijk quitte l'équipe. C'est également le cas de la grimpeuse américaine Ruth Winder.
| Arrivées         | Équipe 2018         |
| ---------------- | ------------------- |
| Susanne Andersen | Hitec Products      |
| Janneke Ensing   | Alé Cipollini       |
| Pfeiffer Georgi  | Néo-professionnelle |

| Départs        | Équipe 2019 |
| -------------- | ----------- |
| Ellen van Dijk | Trek        |
| Ruth Winder    | Trek        |

## Effectif et encadrement

### Effectif
| Effectif 2019                   | Effectif 2019     | Effectif 2019 | Effectif 2019                         |
| Cycliste                        | Date de naissance | Pays          | Équipe précédente                     |
| ------------------------------- | ----------------- | ------------- | ------------------------------------- |
| Susanne Andersen                | 23 juillet 1998   | Norvège       | Hitec Products-Birk Sport (2018)      |
| Lucinda Brand                   | 2 juillet 1989    | Pays-Bas      | Rabo Liv Women (2016)                 |
| Janneke Ensing (1 janv.–31 mai) | 21 septembre 1986 | Pays-Bas      | Alé Cipollini (2018)                  |
| Pfeiffer Georgi                 | 27 septembre 2000 | Royaume-Uni   | Jadan Weldtite (2018)                 |
| Leah Kirchmann                  | 30 juin 1990      | Canada        | Optum-Kelly Benefit Strategies (2015) |
| Franziska Koch (1 août–31 déc.) | 13 juillet 2000   | Allemagne     |                                       |
| Juliette Labous                 | 4 novembre 1998   | France        | VC Morteau Montbenoit (2016)          |
| Liane Lippert                   | 13 janvier 1998   | Allemagne     |                                       |
| Floortje Mackaij                | 18 octobre 1995   | Pays-Bas      |                                       |
| Pernille Mathiesen              | 5 octobre 1997    | Danemark      | Virtu Cycling Women (2017)            |
| Coryn Rivera                    | 26 août 1992      | États-Unis    | UnitedHealthcare Women's Team (2016)  |
| Julia Soek                      | 12 décembre 1990  | Pays-Bas      | Sengers (2013)                        |
|                                 |                   |               |                                       |
| Source : UCI                    |                   |               |                                       |

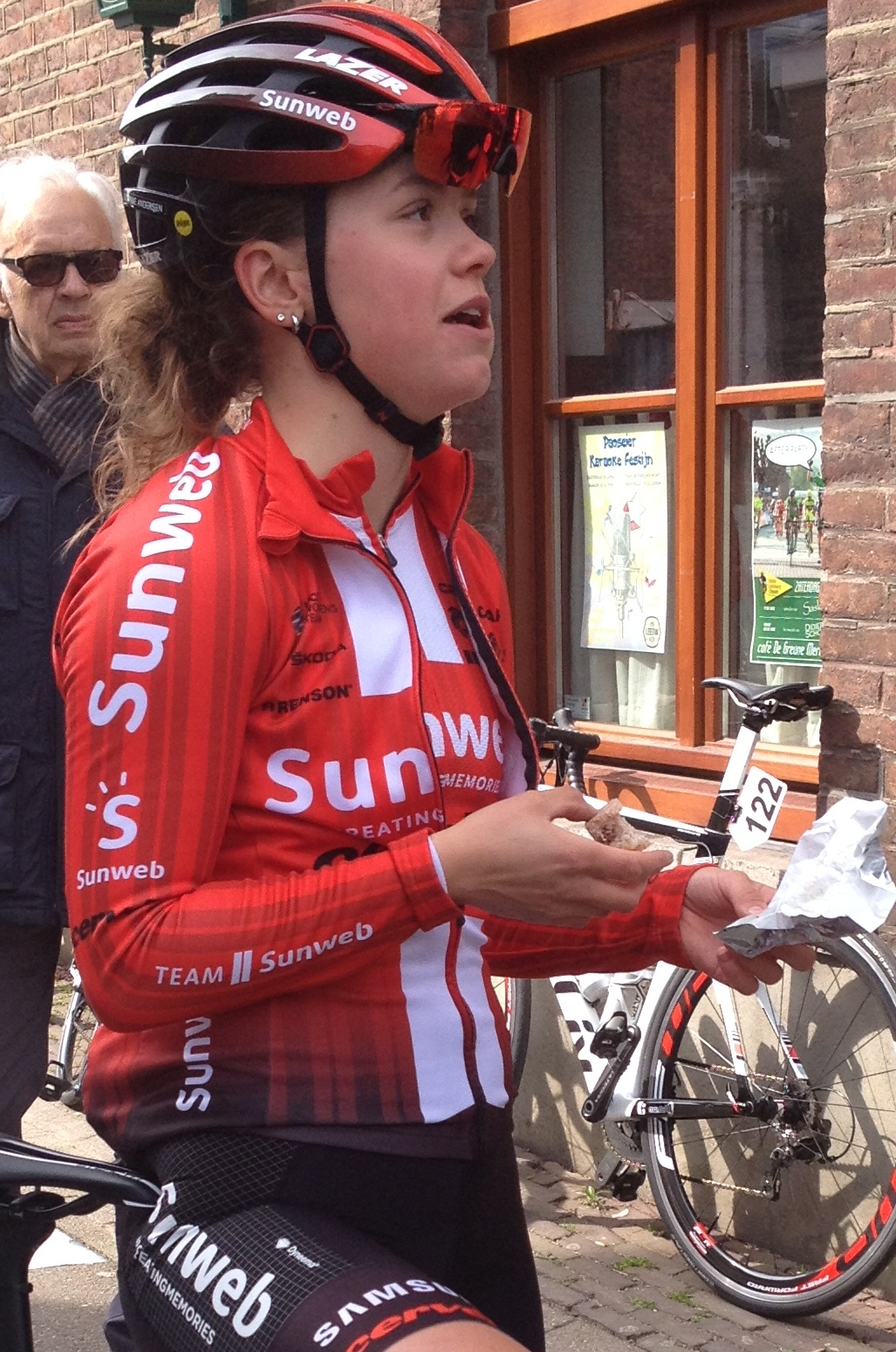
Susanne Andersen
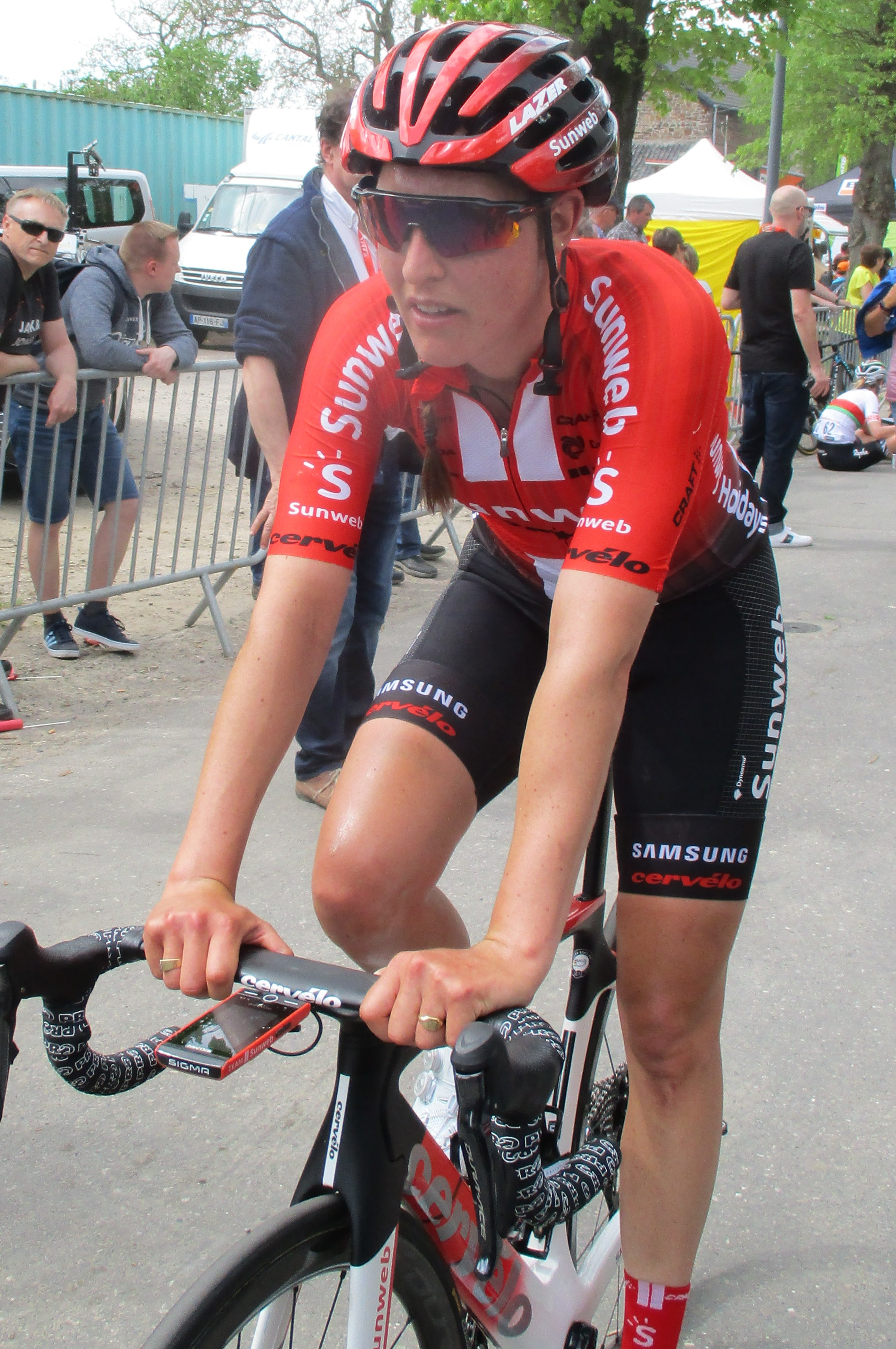
Lucinda Brand
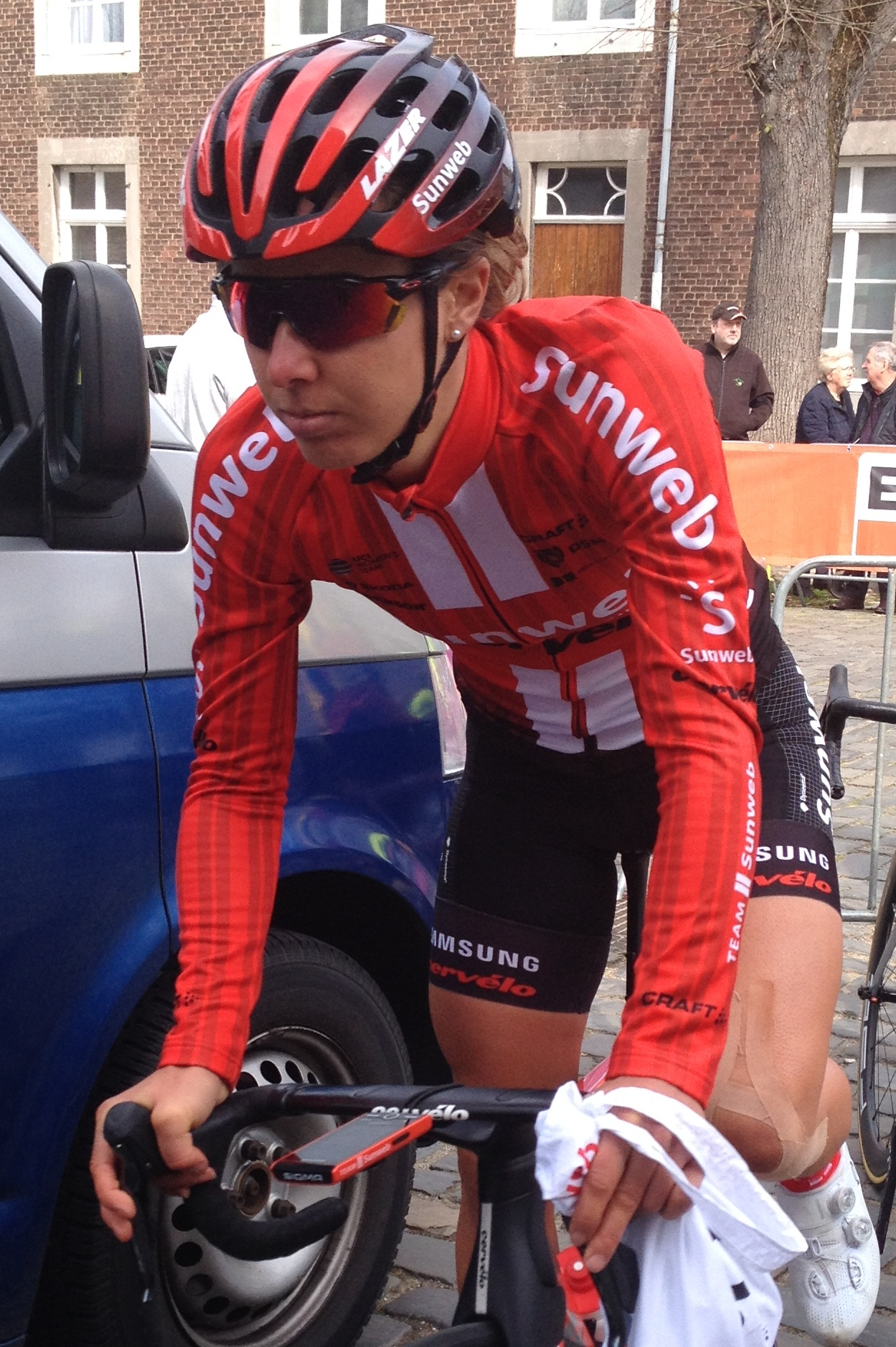
Janneke Ensing
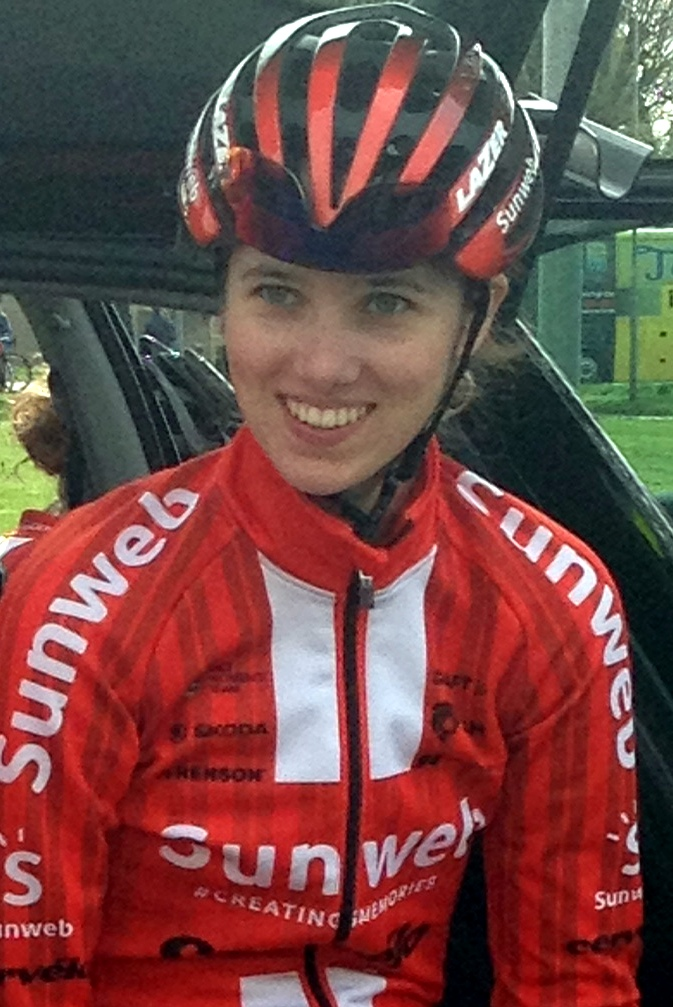
Pfeiffer Georgi
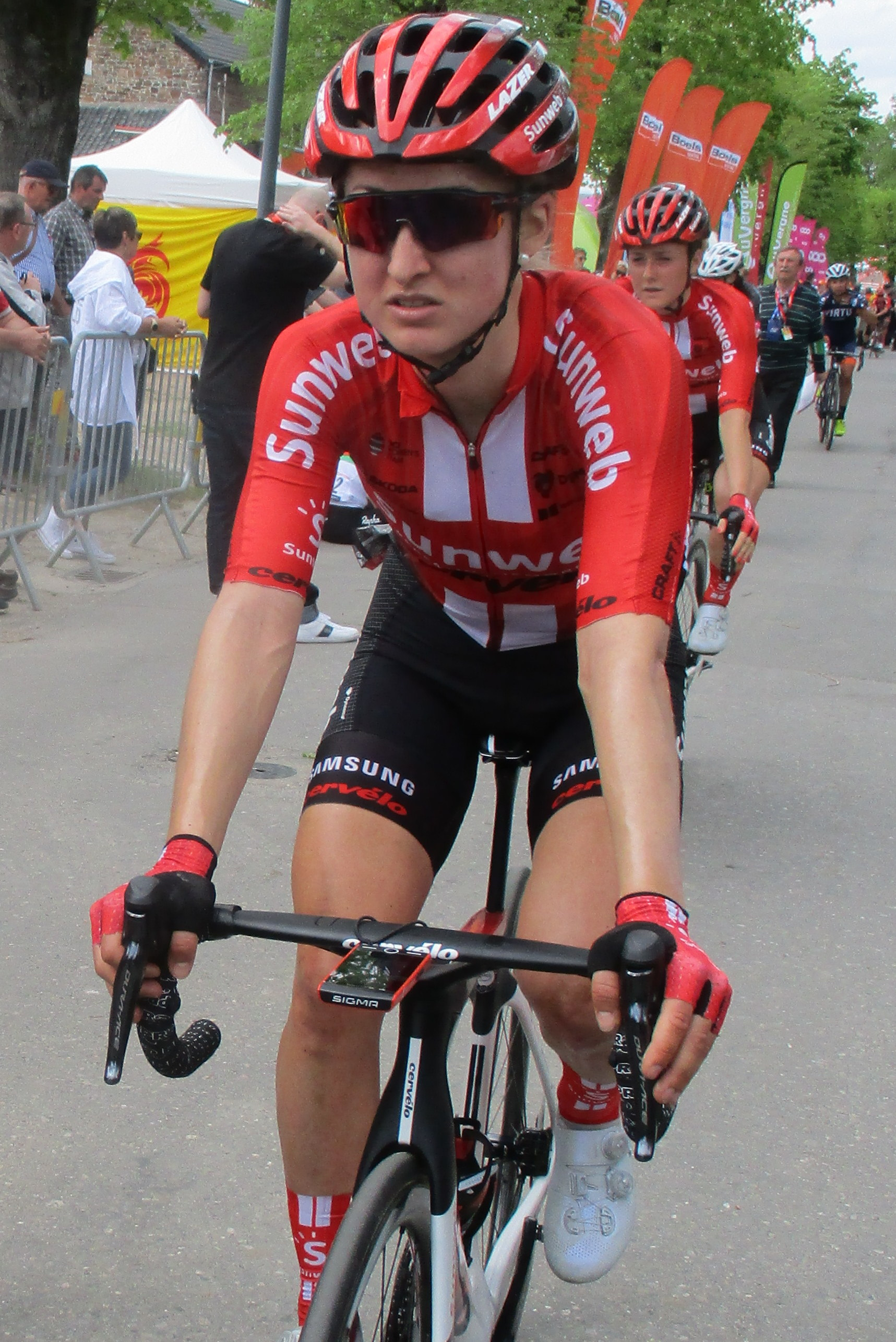
Leah Kirchmann
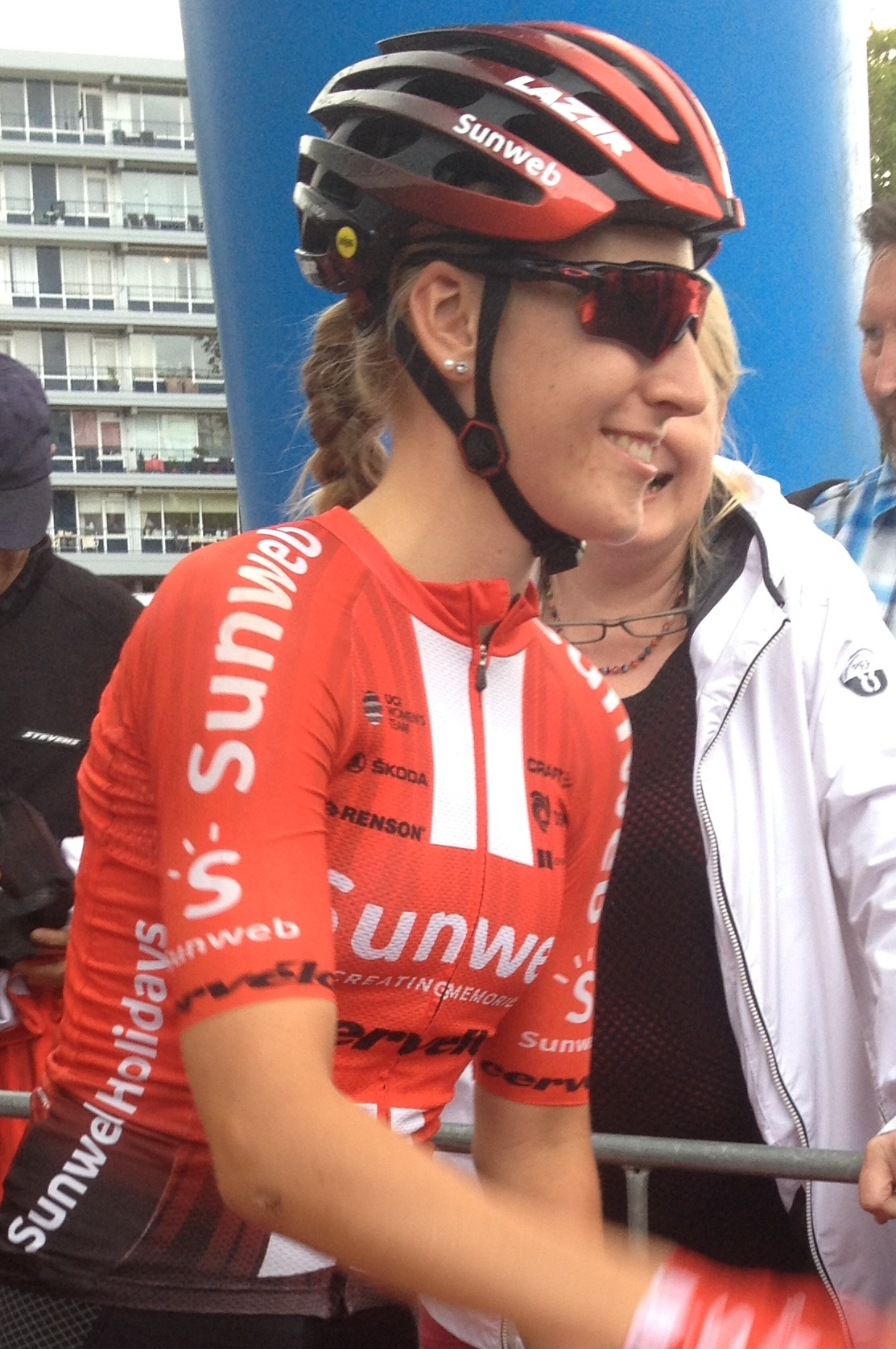
Franziska Koch
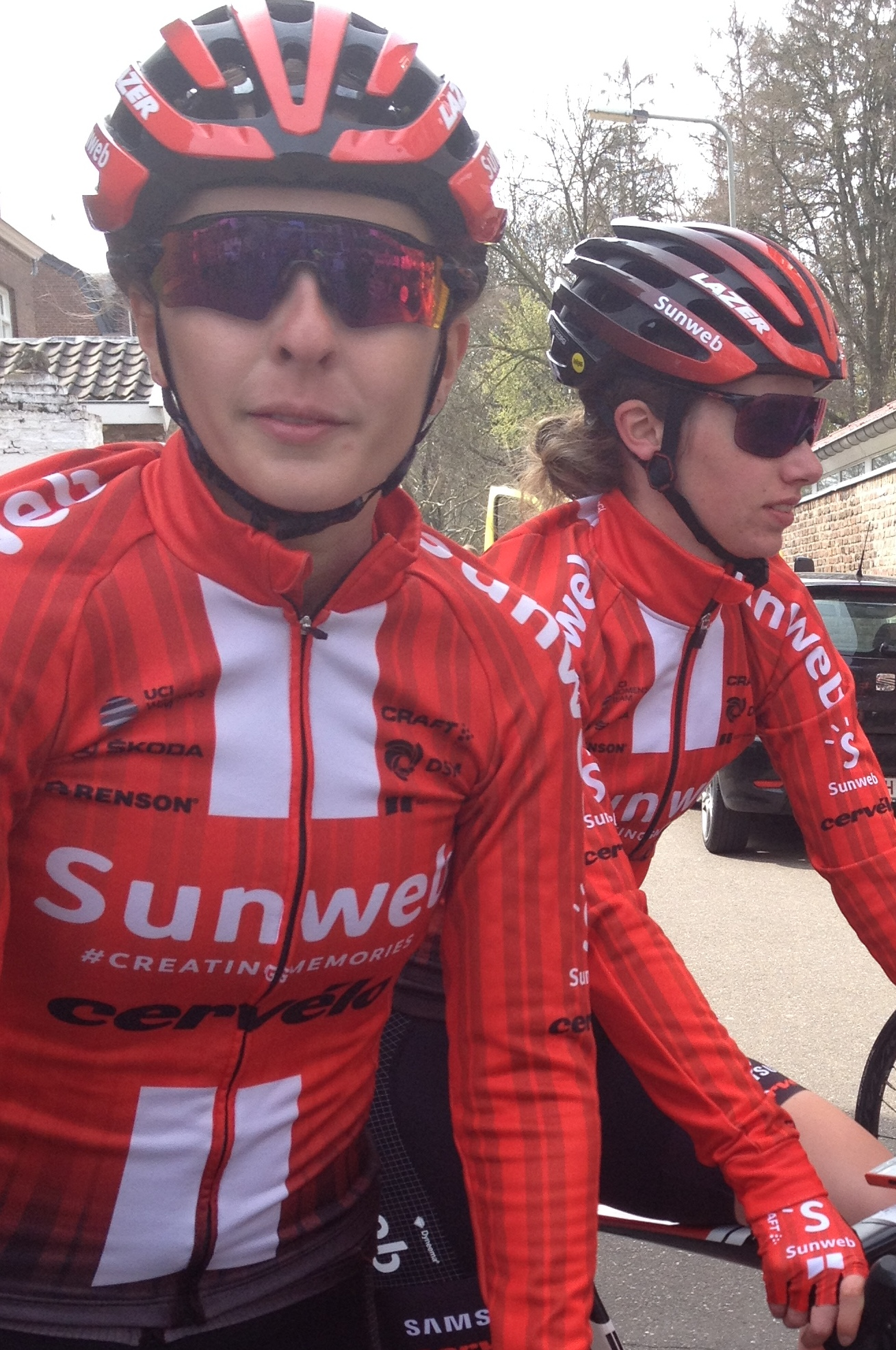
Juliette Labous
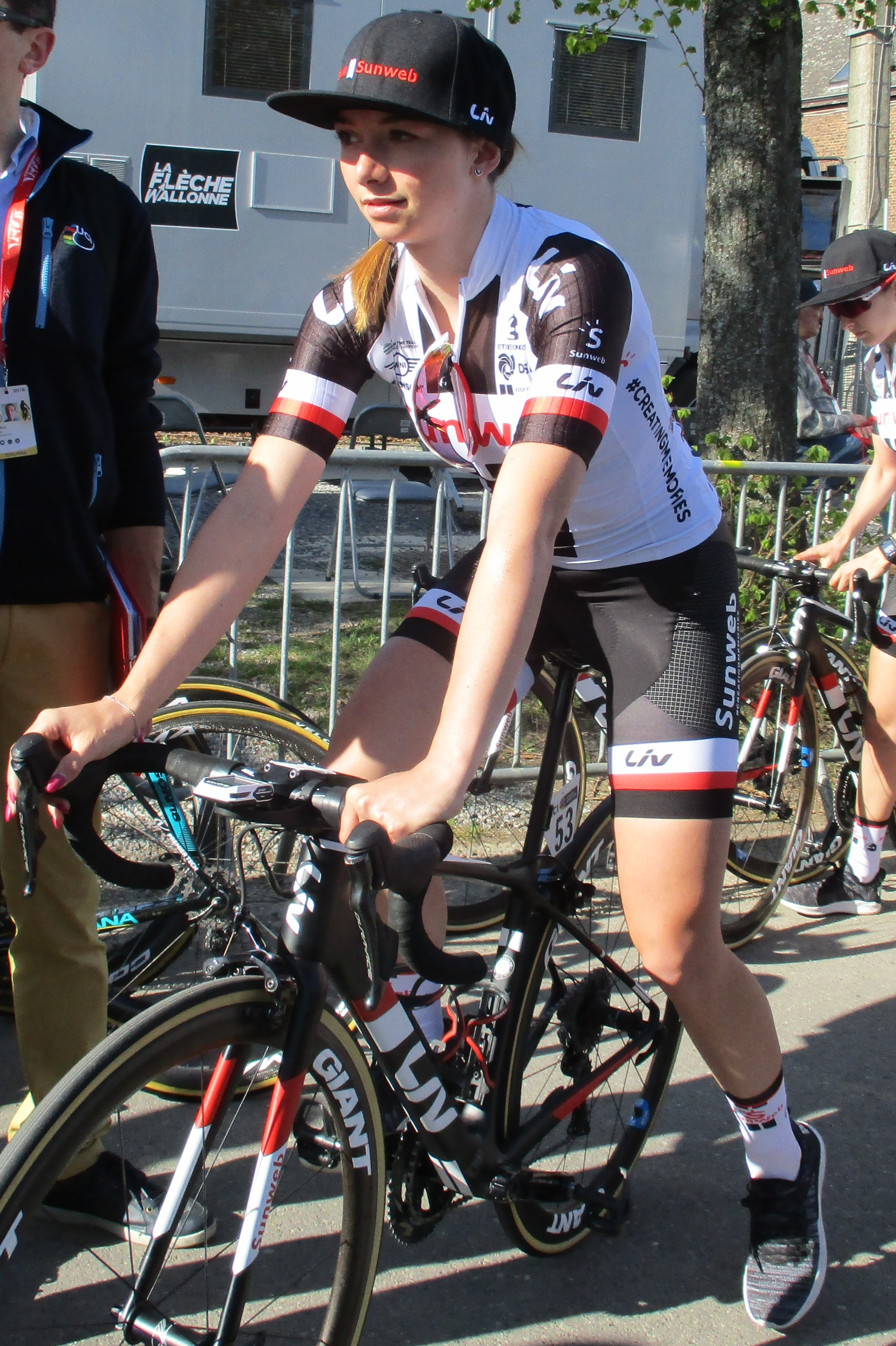
Liane Lippert en 2018
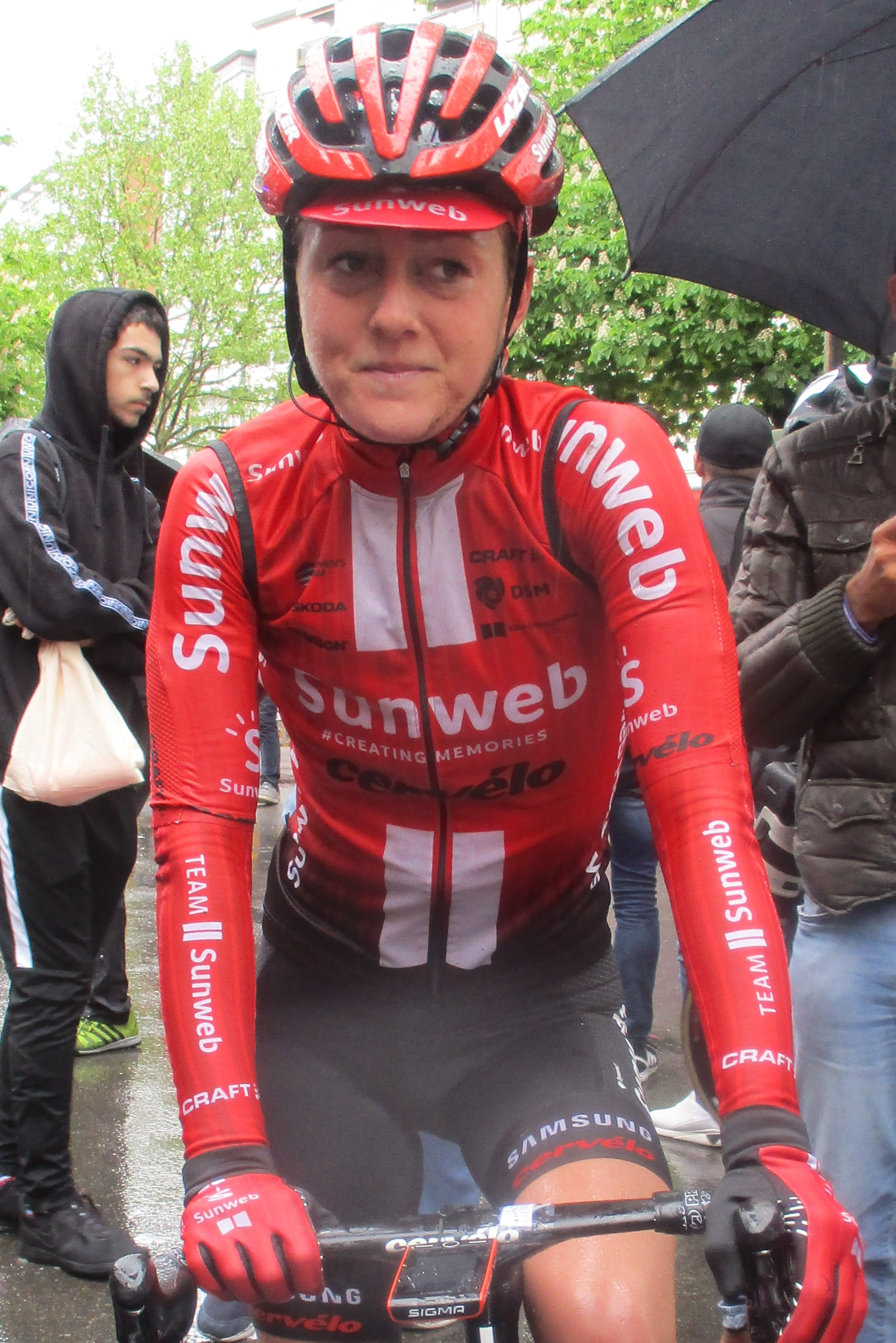
Floortje Mackaij
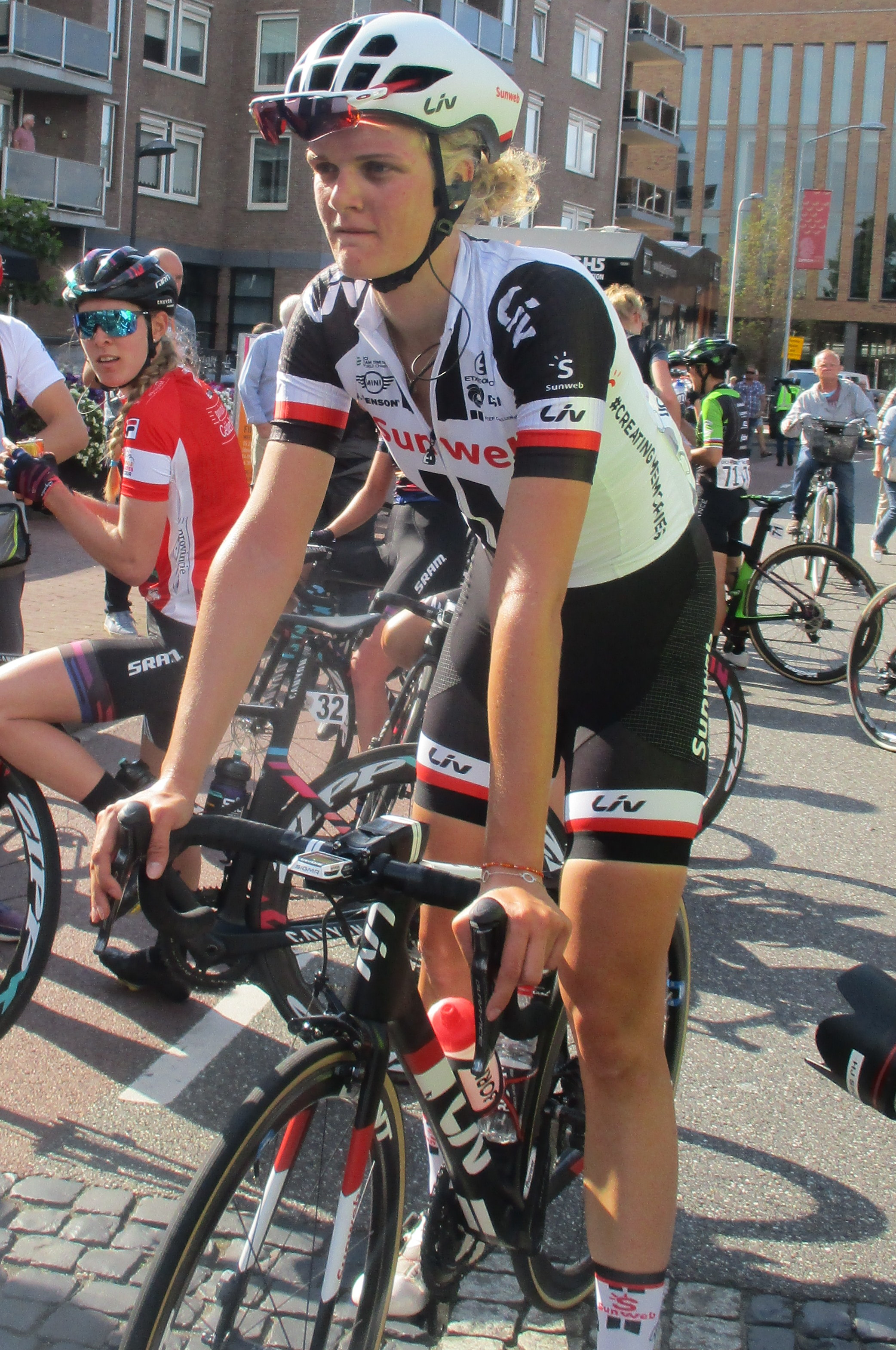
Pernille Mathiesen en 2018
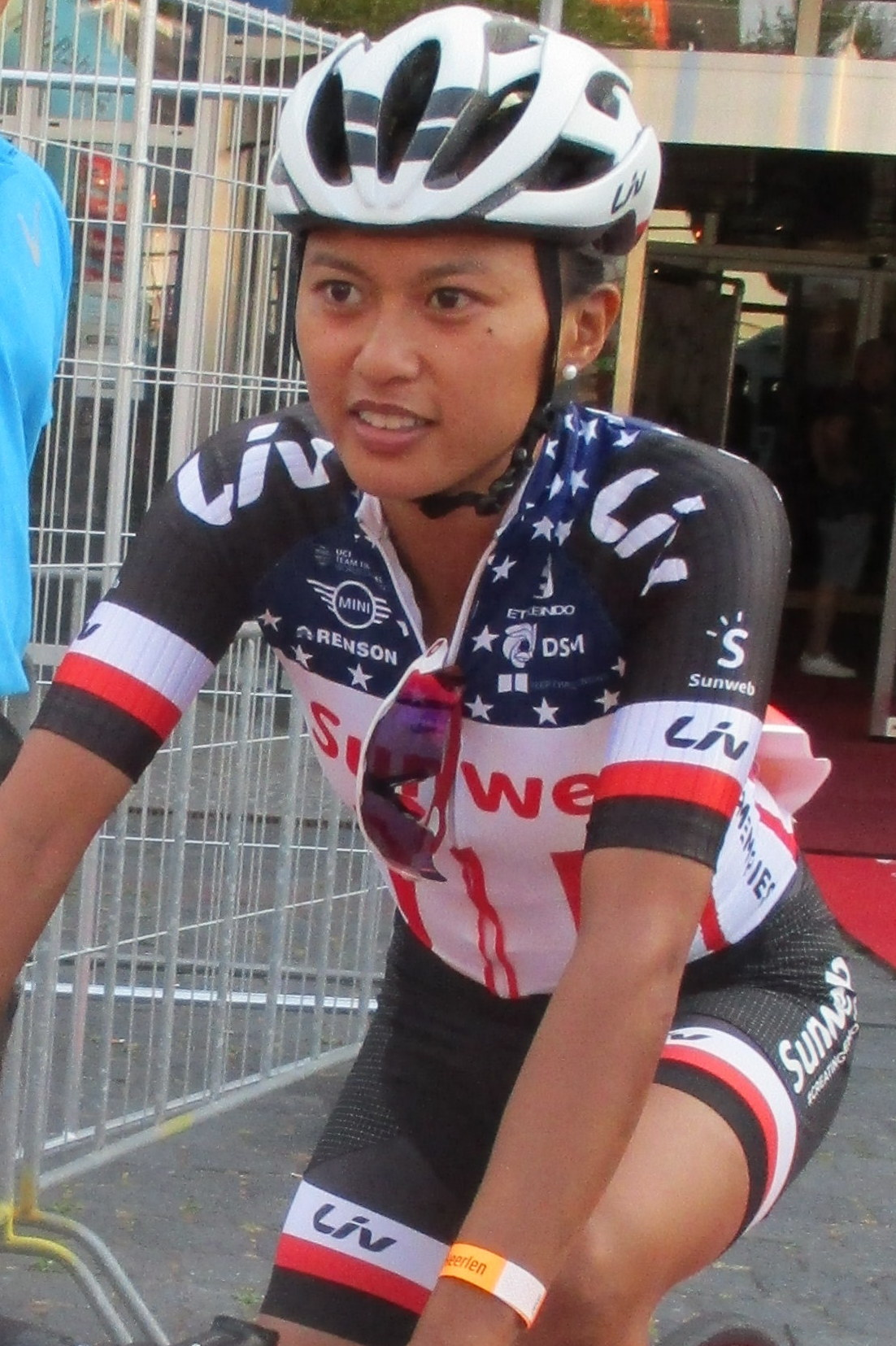
Coryn Rivera en 2018
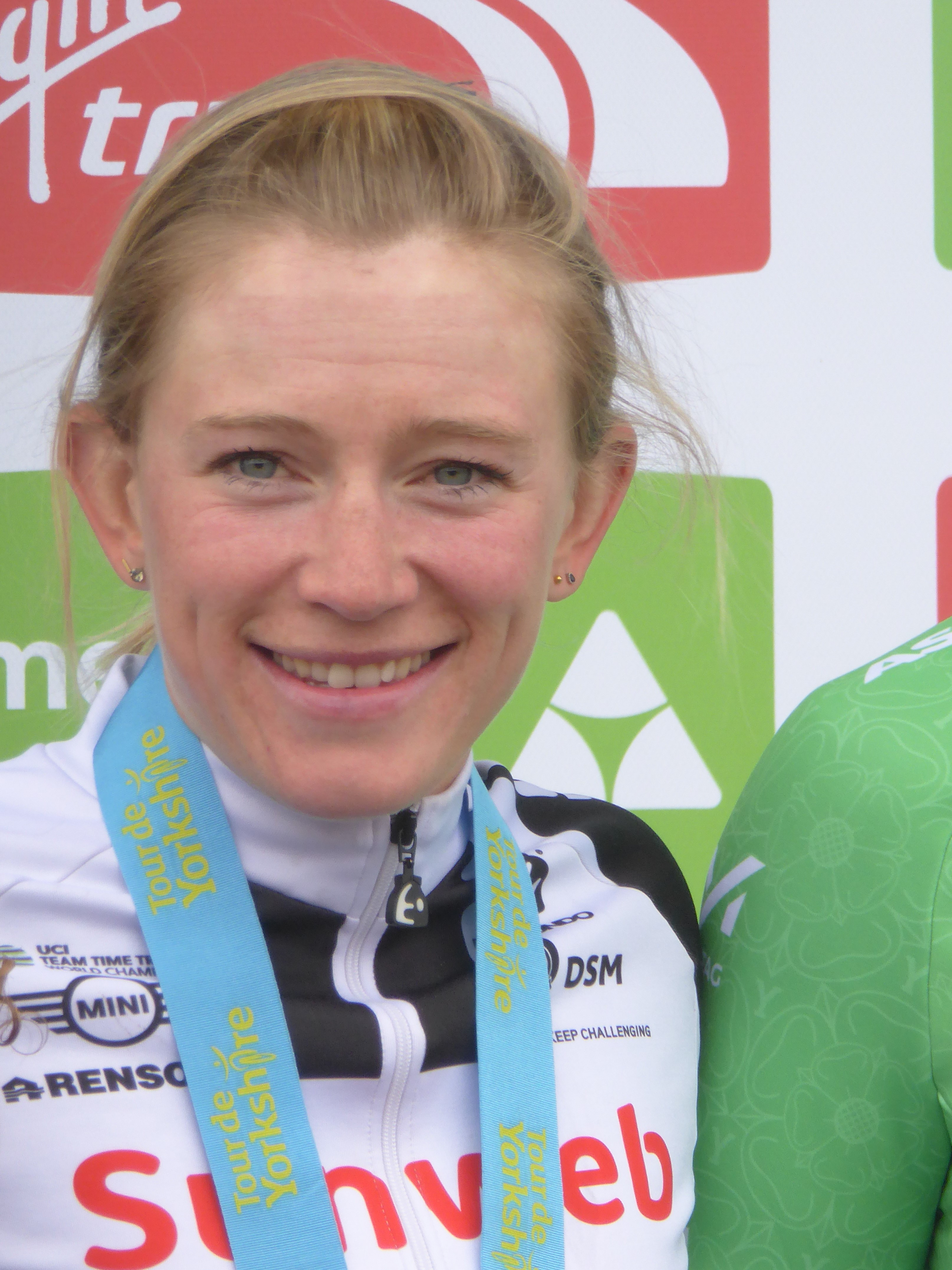
Julia Soek en 2018

### Encadrement
Hans Timmermans est directeur sportif. Francien Schuurman-Smit est le représentant de l'équipe auprès de l'UCI.

## Déroulement de la saison

### Janvier
Après avoir remporté le championnats des Pays-Bas de cyclo-cross, Lucinda Brand se présente comme une des favorites du championnat du monde. Elle rate quelque peu son départ et remonte progressivement. Elle se classe deuxième derrière Sanne Cant.

### Mars
Aux Strade Bianche, Lucinda Brand fait partie de l'échappée de cinq coureuses qui se forme après le cinquième secteur. Elle est néanmoins reprise.  Dans le secteur suivant, à dix-sept kilomètres de la ligne, onze coureuses prennent le large. À treize kilomètres de l'arrivée, Chantal Blaak et Janneke Ensing passent à l'offensive. Blaak se retrouve seul dans le secteur suivant, mais bute sur la côte s'y trouvant. Janneke Ensing est finalement huitième,. Au Tour de Drenthe, Floortje Mackaij prend la septième place.
Au Trofeo Alfredo Binda-Comune di Cittiglio, Coryn Rivera se classe huitième du sprint. Aux Trois Jours de La Panne, Susanne Andersen se classe cinquième du sprint.

### Avril

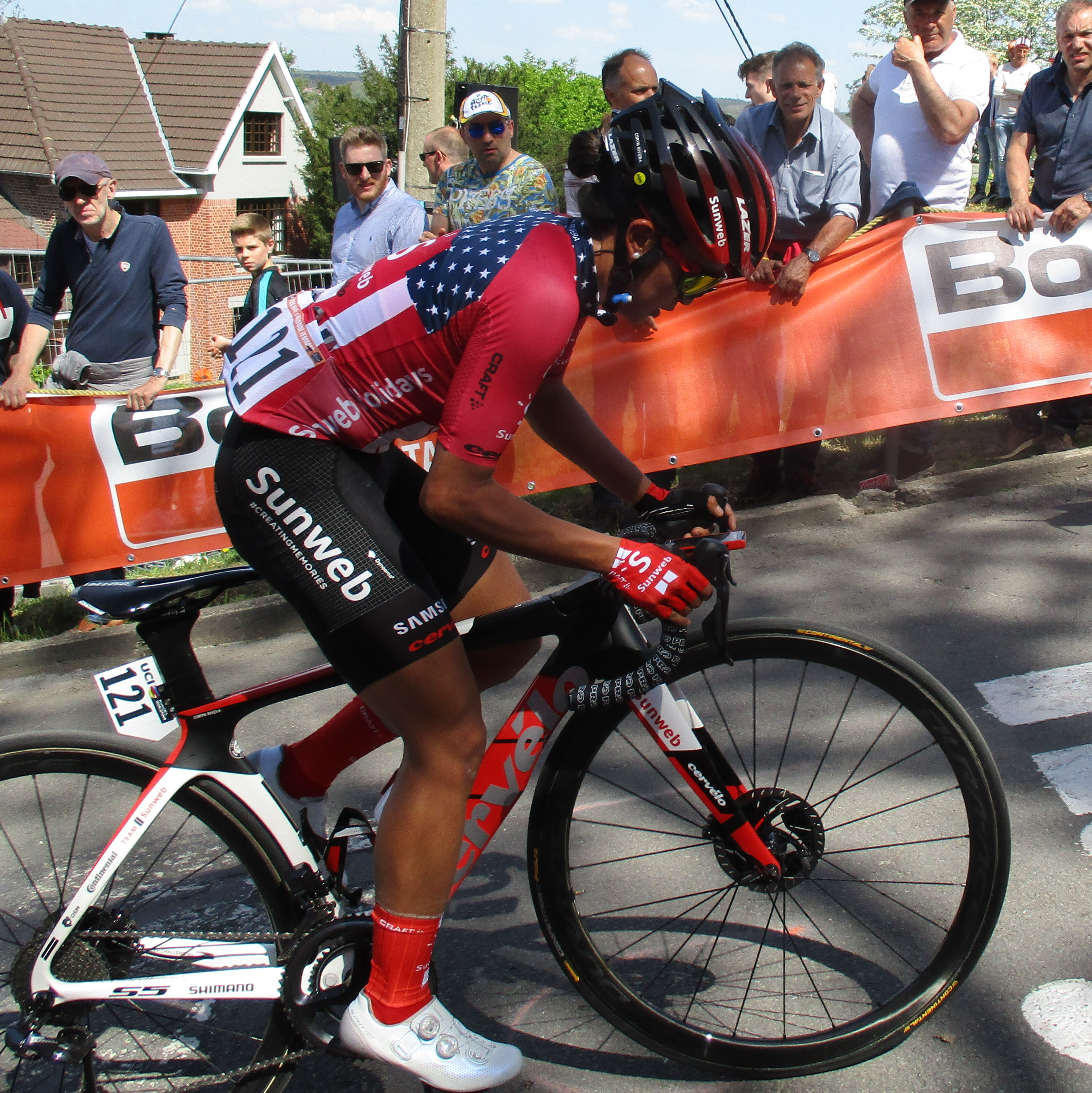
Coryn Rivera à la Flèche wallonne

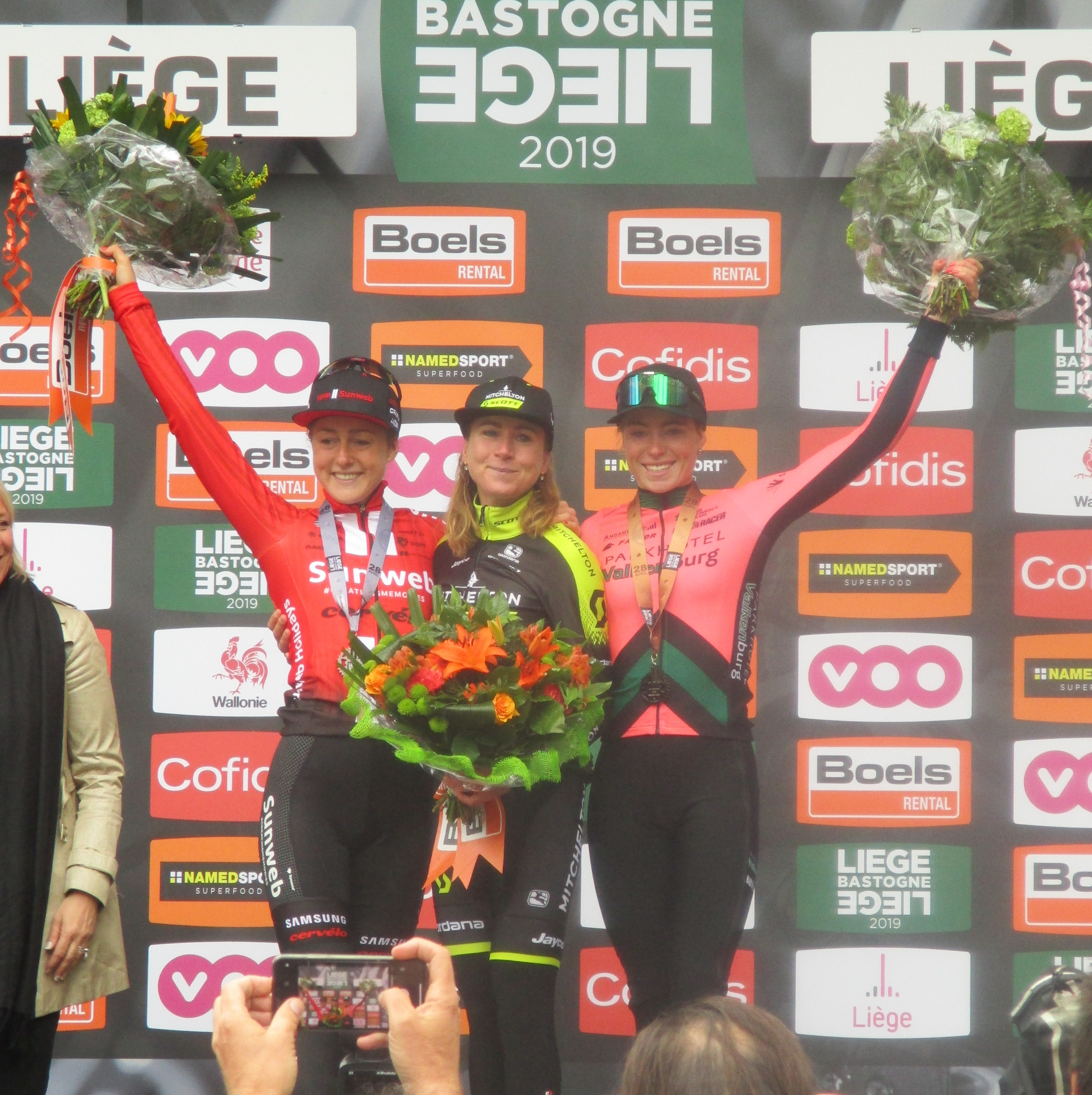
Podium de Liège-Bastogne-Liège

Sur À travers les Flandres, Liane Lippert et Lucinda Brand font partie du groupe de favorites qui sort peu avant la côte d'Hotond. Lucinda Brand est troisième de la course.
Au Tour des Flandres, Lucinda Brand est dans le peloton et se classe neuvième. À Liège-Bastogne-Liège, Maria Novolodskaya passe au sommet de la côte de Wanne et de la côte de Brume, où elle se détache. Elle est ensuite rejointe par Leah Kirchmann . Leur avance culmine à une minute trente. Elles sont rejointes dans la côte de la Redoute. Dans le final, Floortje Mackaij attaque dans le final et vient prendre la deuxième place derrière Annemiek van Vleuten, auteur d'une longue échappée. Derrière, Lucinda Brand finit cinquième.

### Mai
Au Tour de Californie, sur la première étape Leah Kirchmann se classe quatrième. Le lendemain, Coryn Rivera se montre très active, mais la Boels Dolmans contrôle la course de manière attentive. Leah Kirchmann est cinquième du sprint de la dernière étape.
Au Tour de Thuringe, la première étape voit la victoire d'un groupe d'échappée avec Pernille Mathiesen dedans. Elles passent la ligne d'arrivée avec six minutes d'avance sur le peloton. Sur la troisième étape, dans la course de côte sur l'Hanka-Berg, Liane Lippert se classe deuxième derrière Vita Heine. Elle est encore à l'attaque le lendemain, sans succès. Dans le contre-la-montre, 
Pernille Mathiesen est quatrième, mais ne reprend que quatre secondes à Kathrin Hammes. Le lendemain, l'équipe est représentée dans l'échappée avec Liane Lippert et Coryn Rivera. Cette dernière est deuxième. Les bonifications étant prises par l'échappée, Pernille Mathiesen reste à la seconde place du classement général. Elle est aussi meilleure jeune.

### Juin

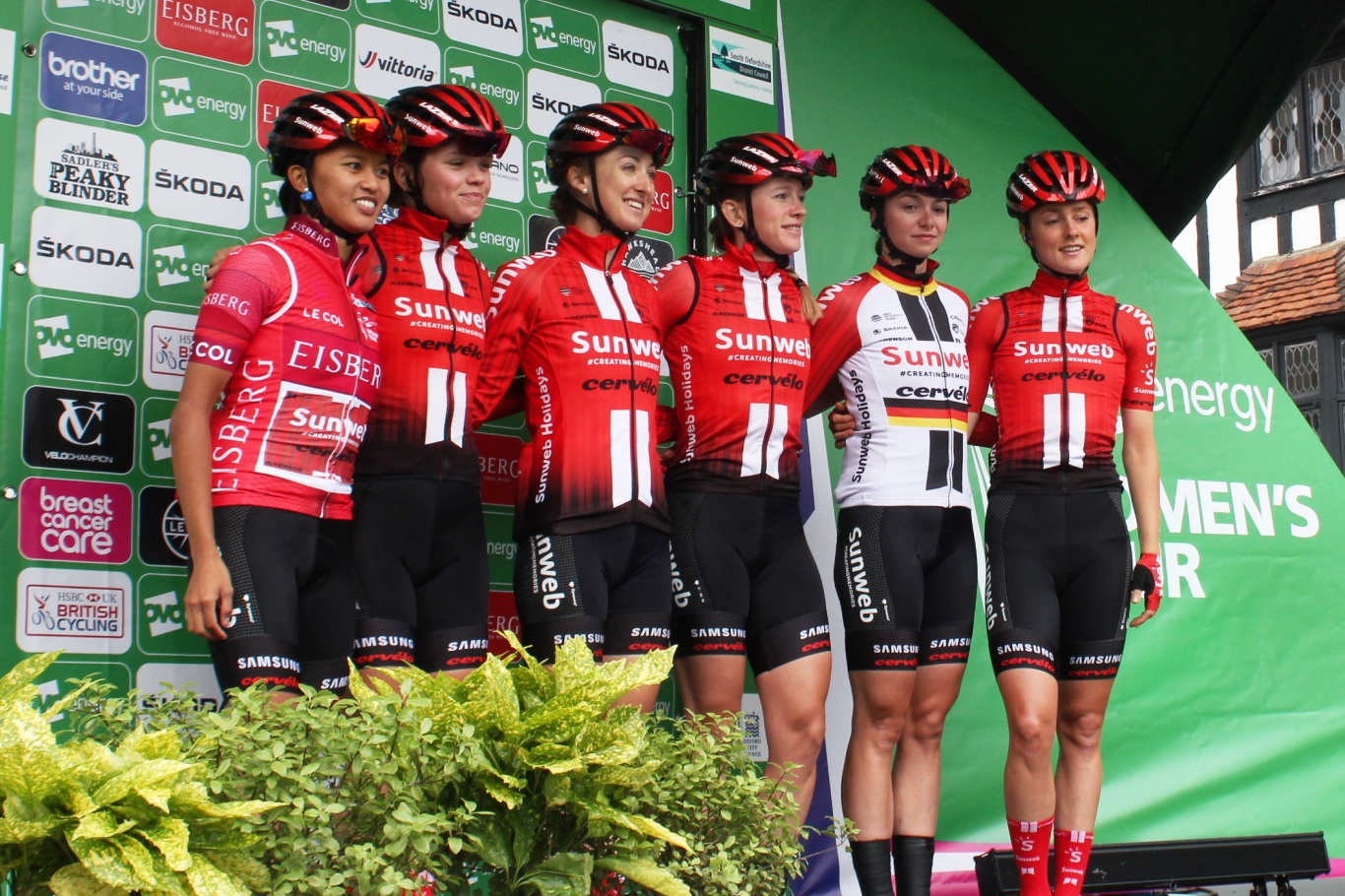
Équipe au Women's Tour

Au Grand Prix cycliste de Gatineau, Leah Kirchmann, sous les couleurs du Canada, s'impose au sprint. Au Women's Tour, Coryn Rivera dispute le classement des sprints. Sur la deuxième étape, Leah Kirchmann prend l'échappée, mais celle-ci est reprise. Dans le sprint en côte, Coryn Rivera est septième. Sur la quatrième étape, dans la côte de Burton Dassett, Elisa Longo Borghini passe à l'offensive avec Katarzyna Niewiadoma et Liane Lippert. Elles gagnent rapidement une minute d'avance sur le peloton. Un regroupement général a néanmoins lieu dans les dix derniers kilomètres. Dans le sprint en côte, Katarzyna Niewiadoma et Liane Lippert creusent une nette avance nette. La Polonaise s'impose et l'Allemande prend la tête du classement général. Le lendemain, Leah Kirchmann est de nouveau à l'attaque. La principale difficulté de la journée se trouve à vingt-quatre kilomètres de la ligne et est fatale à Liane Lippert. Leah Kirchmann gagne le sprint du peloton et prend ainsi la quatrième place de l'étape. La Canadienne est deuxième du sprint le lendemain derrière Amy Pieters. Elle remonte ainsi à la sixième place du classement général. Coryn Rivera remporte le classement de la meilleure sprinteuse.

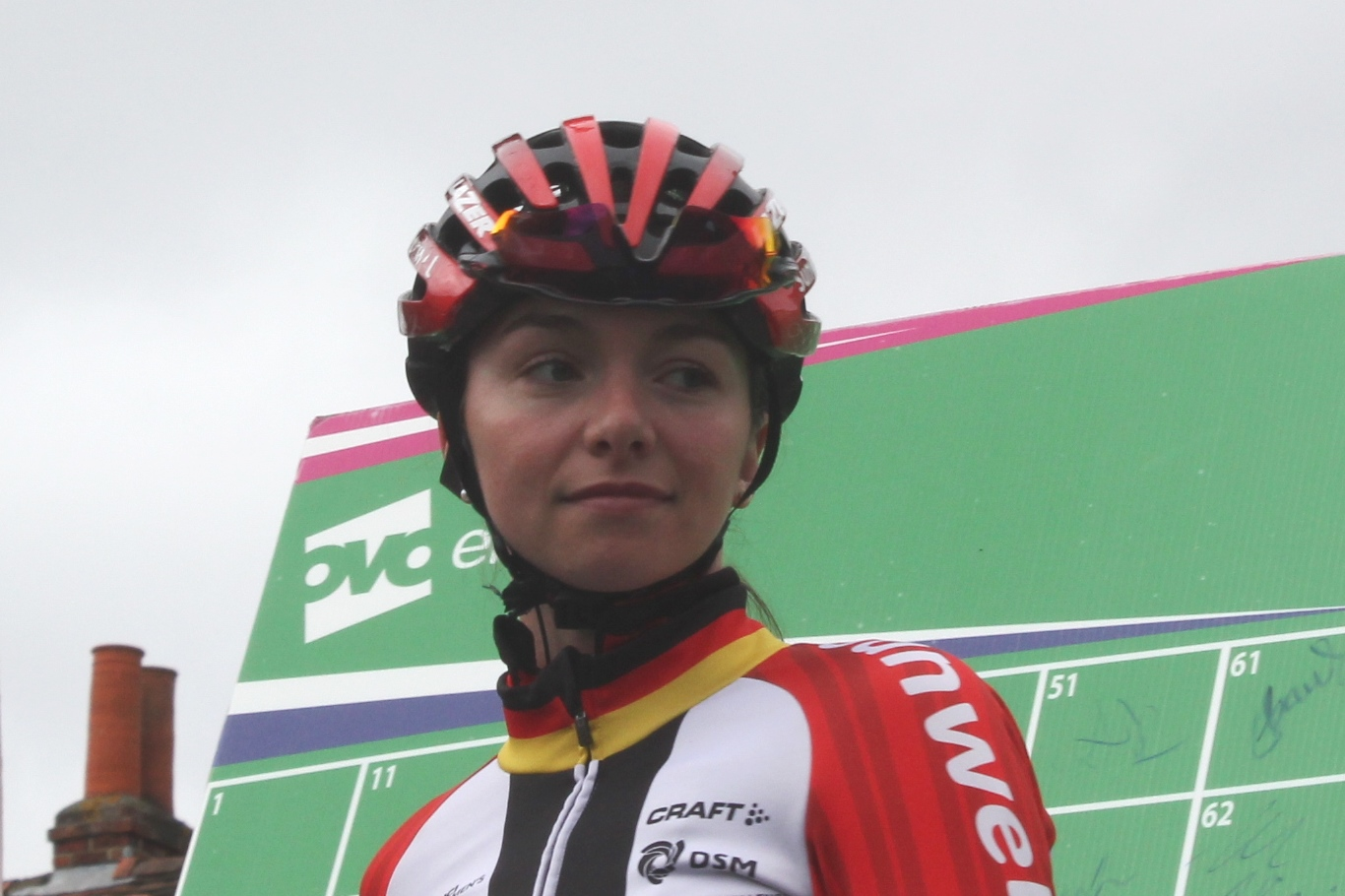
Liane Lippert est troisième de la course en ligne en Allemagne, ici au Women's Tour

Aux championnats des États-Unis, Coryn Rivera gagne le sprint et se classe ainsi deuxième derrière Ruth Winder. Il lui a manqué une équipière pour pouvoir revenir sur l'échappée. Au Canada, Leah Kirchmann gagne le titre en contre-la-montre. Sur route, un mouvement de flottement permet à Karol-Ann Canuel de s'isoler. Leah Kirchmann est deuxième. En Allemagne, Liane Lippert est troisième de la course en ligne. Au Danemark, Pernille Mathiesen est deuxième à la fois du contre-la-montre et de la course en ligne.

### Juillet
Au Tour d'Italie, la formation Sunweb est septième du contre-la-montre par équipes, une minute vingt derrière la Canyon-SRAM. Lucinda Brand est troisième de la deuxième étape qui se conclut par un sprint en côte. Juliette Labous s'empare du maillot blanc. Le lendemain, elle est sixième dans la même configuration. Leah Kirchmann se classe deuxième du sprint du peloton de la quatrième étape, soit cinquième du total. Lors de l'étape reine, Leah Kirchmann s'échappe avec Pauliena Rooijakkers et Nikola Noskova. Elles sont reprises par Annemiek van Vleuten dans les pentes de l'ascension finale. Lucinda Brand se classe deuxième de l'étape à près de trois minutes de Van Vleuten. Sur le contre-la-montre, elle se classe quatrième, une minute cinquante derrière Van Vleuten. Juliette Labous est cinquième et consolide ainsi sa position de meilleure jeune. Sur la septième étape, dans la première ascension du circuit final, Leah Kirchmann attaque. Une accélération de Lucinda Brand avant le Muro dell Tisa, pavé, morcelle le peloton. Un groupe de douze coureuses revient sur Leah Kirchmann. Plus loin, les favorites se neutralisent, malgré les nombreuses attaques de Brand. Dans le final, Floortje Mackaij place une offensive, mais se fait reprendre. Le lendemain, après la côte de de Pala Barzana et l'échappée d'Annemiek van Vleuten, Lucinda Brand part en poursuite. La mauvaise coopération provoque néanmoins un regroupement. Dans l'arrivée au sommet de la neuvième étape, après avoir résisté un temps à l'accélération d'Anna van der Breggen et de Van Vleuten, Lucinda Brand perd prise. Elle finit avec Juliette Labous à trois minutes de la tête. Sur la dernière étape, Lucinda Brand est deuxième du sprint derrière Marianne Vos. Au classement général, Lucinda Brand est sixième, Juliette Labous onzième et meilleure jeune.
Sur La course by Le Tour de France, Lucinda Brand sort avec Amanda Spratt, Soraya Paladin, Cecilie Uttrup Ludwig et Ashleigh Moolman-Pasio. Elles sont reprises à un tour de l'arrivée. Dans le final, Leah Kirchmann est deuxième derrière Marianne Vos sortie dans le dernier mur et Lucinda Brand quatrième,.
Aux championnats d'Europe de cyclisme sur route, Floortje Mackaij fait partie de l'équipe des Pays-Bas qui obtient la médaille d'or sur le relais mixte. Lors du contre-la-montre individuel, Lucinda Brand prend la troisième place et Pernille Mathiesen la huitième. Sur la course en ligne, Susanne Andersen est huitième.

### Août

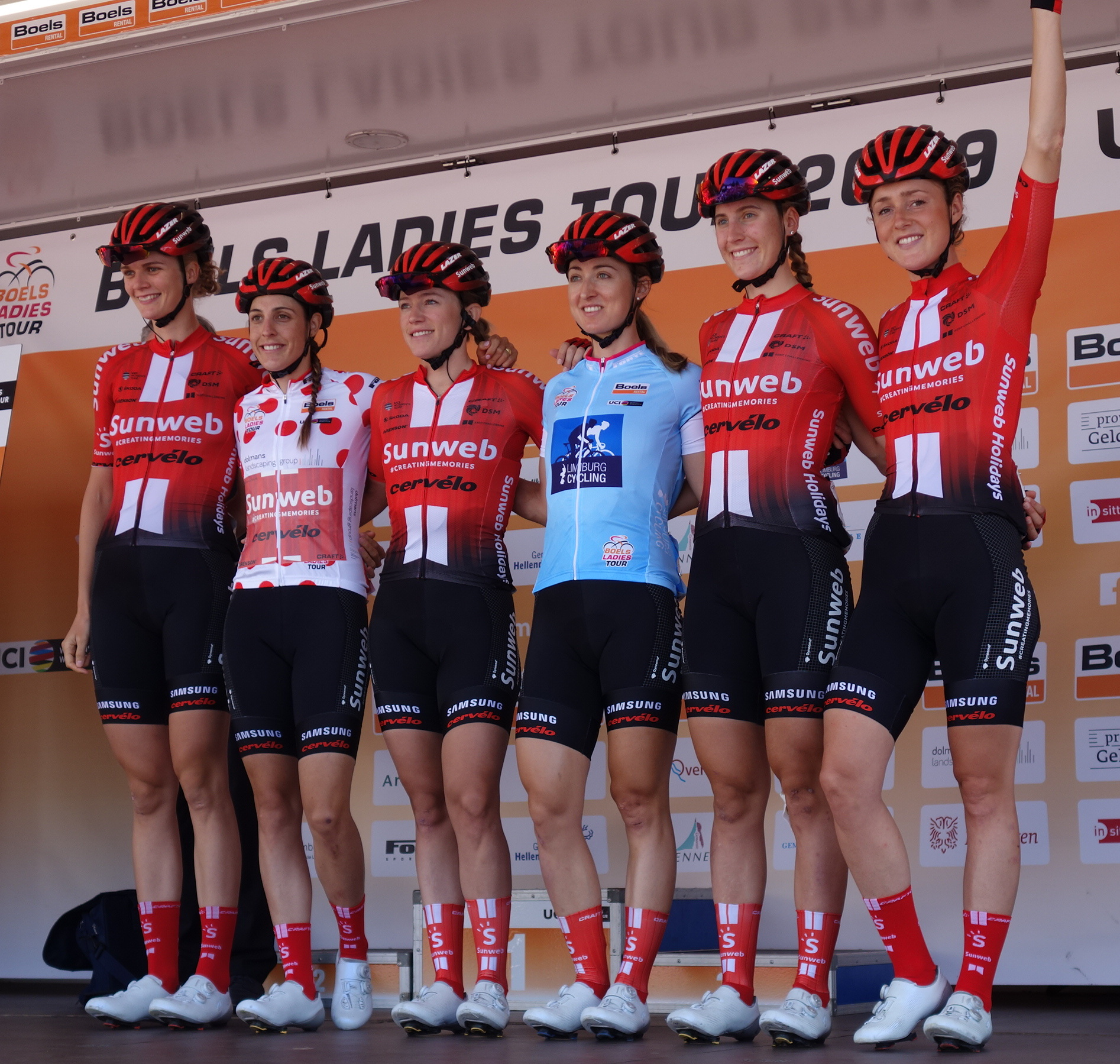
Au Boels Ladies Tour

À la RideLondon-Classique, Coryn Rivera est troisième du sprint après déclassement de Kirsten Wild,. La formation est ensuite troisième du contre-la-montre par équipes de l'Open de Suède Vårgårda, quarante-six secondes derrière Trek-Segafredo. Sur la course en ligne, au bout de trente-cinq kilomètres, le secteur gravier provoque la formation d'un groupe de quatorze coureuses dont Coryn Rivera, Lucinda Brand et Juliette Labous. À soixante-deux kilomètres de l'arrivée, un regroupement général a lieu. À vingt kilomètres du but, Moniek Tenniglo tente sa chance seule. Elizabeth Deignan et Floortje Mackaij tentent de faire la jonction, mais le peloton ne laissent pas sortir. Au sprint, Leah Kirchmann est dixième.
Au Tour de Norvège, sur la première étape Coryn Rivera est retardée par une chute dans le final et ne peut briller au sprint. Susanne Andersen est sixième. Le lendemain, Floortje Mackaij fait partie de l'échappée qui sort à vingt-trois kilomètres de l'arrivée, mais elles sont rapidement reprises. Dans la côte du circuit final, Alena Amialiusik accélère avec Marianne Vos, Ruth Winder et Soraya Paladin. Leah Kirchmann revient sur elles dans un second temps. Le groupe coopère bien. À dix kilomètres de l'arrivée, la Mitchelton-Scott revient sur les fuyardes. Coryn Rivera est finalement sixième de l'étape. Sur la troisième étape, dans la montée vers le fort Fredriksten, Stine Borgli mène la montée, mais Marianne Vos y attaque. Seule Coryn Rivera parvient à accompagner la Néerlandaise. Elles coopèrent durant la partie plate. Dans la dernière ascension, Coryn Rivera et Marianne Vos s'observent. Finalement, cette dernière s'impose. Sur la dernière étape, Leah Kirchmann est sixième et Coryn Rivera septième. Au classement général final, Coryn Rivera est deuxième et Leah Kirchmann troisième. Susanne Andersen est la meilleure Norvégienne.
Au Grand Prix de Plouay, Coryn Rivera remporte le sprint du peloton derrière Anna van der Breggen sortie seule.

### Septembre

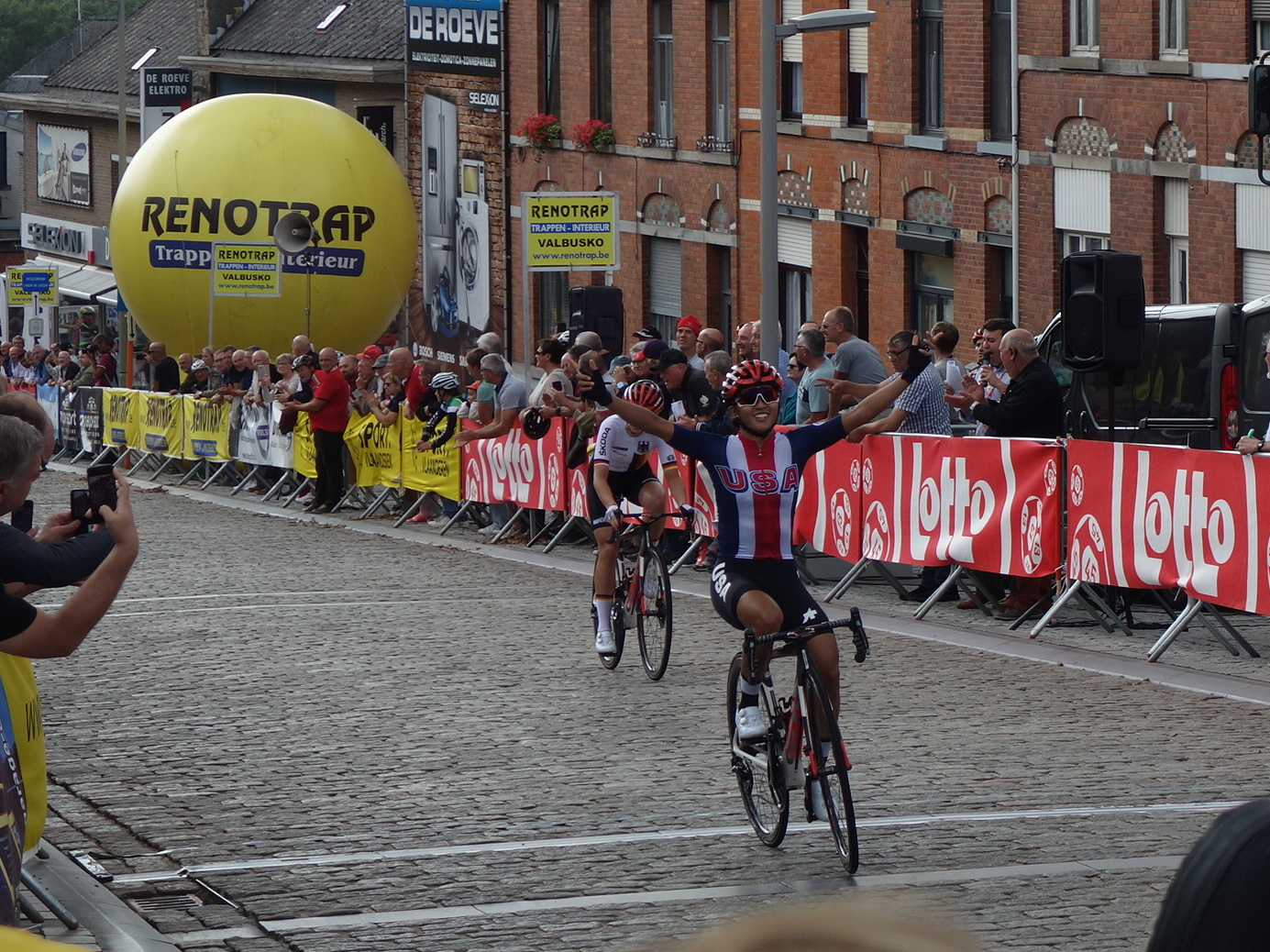
Coryn Rivera remporte l'ultime étape du tour de Belgique devant Liane Lippert

Au Boels Ladies Tour, Lucinda Brand est troisième du prologue et Leah Kirchmann septième. La première étape est marquée par la chute de cette dernière. Elle souffre d'une lésion de son ligament collatéral tibial à la suite de sa chute et doit mettre fin à sa saison.
Sur la deuxième étape, Brand se classe troisième du sprint. Sur la quatrième étape, à mi-course, le vent de côté provoque la formation d'un groupe d'une vingtaine de coureuses en tête. De ce groupe sortent trois coureuses dont Fanziska Koch. Cette dernière s'impose au sprint. Sur l'ultime étape, Lucinda Brand et Annemiek van Vleuten attaquent. Dans les vingt-cinq derniers kilomètres, Brand s'isole en tête. Elle est reprise à sept kilomètres du but, mais parvient néanmoins à prendre la troisième place du sprint. Elle est quatrième du classement général et meilleure grimpeuse.
Sur le Tour de Belgique, Coryn Rivera participe sous le maillot de la sélection américaine et Liane Lippert sous celui de l'Allemagne. Coryn Rivera est troisième du prologue et Liane Lippert septième. Coryn Rivera gagne la deuxième étape au sprint. Sur l'ultime étape, tout se joue dans l'ultime montée du mur de Grammont. Coryn Rivera s'y impose devant Liane Lippert. L'Américaine est quatrième du classement général et gagne le classement par points. L'Allemande est cinquième ainsi que meilleure jeune. Sur La Madrid Challenge by La Vuelta, Lucinda Brand est deuxième du contre-la-montre de la première étape, Pernille Mathiesen est troisième et Floortje Mackaij neuvième. Le lendemain, la bataille fait rage pour les bonifications entre Lisa Brennauer de la formation WNT et Lucinda Brand. Cette dernière doit se contenter de la deuxième place. Pernille Mathiesen est troisième, Floortje Mackaij neuvième.
Aux championnats du monde, Lucinda Brand est huitième du contre-la-montre individuel, Juliette Labous quinzième et Pernille Mathiesen dix-huitième. Sur la course en ligne, Floortje Mackaij est l'auteur de la première attaque de la journée. Aucune membre de l'équipe ne fait partie de l'échappée victorieuse. Coryn Rivera est cinquième du sprint du peloton,.

### Novembre-décembre
En cyclo-cross, Lucinda Brand remporte les manches de Coupe du monde de Namur et Zolder.

## Victoires

### Sur route
| Victoires | Victoires                                 | Victoires | Victoires | Victoires      | Victoires |
| Date      | Course                                    | Pays      | Classe    | Vainqueur      |           |
| --------- | ----------------------------------------- | --------- | --------- | -------------- | --------- |
| 6 juin    | Grand Prix Cycliste de Gatineau           | Canada    | 1.1       | Leah Kirchmann |           |
| 28 juin   | Championnat du Canada du contre-la-montre | Canada    | CN        | Leah Kirchmann |           |
| 7 sept.   | 4e étape, Simac Ladies Tour               | Pays-Bas  | 2.WWT     | Franziska Koch |           |
| 12 sept.  | 2e étape du Tour de Belgique              | Belgique  | 2.1       | Coryn Rivera   |           |
| 13 sept.  | 3e étape du Tour de Belgique              | Belgique  | 2.1       | Coryn Rivera   |           |

### En cyclo-cross
| Date       | Course                         | Pays     | Classe | Vainqueur     |
| ---------- | ------------------------------ | -------- | ------ | ------------- |
| 13 janvier | Championnat des Pays-Bas       | Pays-Bas | CN     | Lucinda Brand |
| 27 janvier | Coupe du monde #9, Hoogerheide | Pays-Bas | CDM    | Lucinda Brand |

### Résultats sur les courses majeures

#### World Tour
| Date            | #  | Course                                   | Pays            | Meilleure classée | Classement |
| --------------- | -- | ---------------------------------------- | --------------- | ----------------- | ---------- |
| 9 mars          | 1  | Strade Bianche                           | Italie          | Janneke Ensing    | 8e         |
| 17 mars         | 2  | Tour de Drenthe                          | Pays-Bas        | Floortje Mackaij  | 7e         |
| 24 mars         | 3  | Trofeo Alfredo Binda-Comune di Cittiglio | Italie          | Coryn Rivera      | 8e         |
| 28 mars         | 4  | Trois Jours de la Panne                  | Belgique        | Susanne Andersen  | 5e         |
| 31 mars         | 5  | Gand-Wevelgem                            | Belgique        | Coryn Rivera      | 23e        |
| 7 avril         | 6  | Tour des Flandres                        | Belgique        | Lucinda Brand     | 9e         |
| 21 avril        | 7  | Amstel Gold Race                         | Pays-Bas        | Lucinda Brand     | 17e        |
| 24 avril        | 8  | Flèche wallonne                          | Belgique        | Leah Kirchmann    | 17e        |
| 28 avril        | 9  | Liège-Bastogne-Liège                     | Belgique        | Floortje Mackaij  | 2e         |
| 9-11 mai        | 10 | Tour de l'île de Chongming               | Chine           | -                 | -          |
| 16-18 mai       | 11 | Tour de Californie                       | États-Unis      | Leah Kirchmann    | 15e        |
| 22-25 mai       | 12 | Emakumeen XXXI. Bira                     | Espagne         | -                 | -          |
| 10-15 juin      | 13 | The Women's Tour                         | Grande-Bretagne | Leah Kirchmann    | 6e         |
| 5-14 juillet    | 14 | Tour d'Italie                            | Italie          | Lucinda Brand     | 6e         |
| 23 juillet      | 15 | La course by Le Tour de France           | France          | Leah Kirchmann    | 2e         |
| 3 août          | 16 | RideLondon-Classique                     | Grande-Bretagne | Coryn Rivera      | 3e         |
| 10 août         | 16 | Open de Suède Vårgårda TTT               | Suède           | Sunweb            | 3e         |
| 18 août         | 18 | Open de Suède Vårgårda                   | Suède           | Leah Kirchmann    | 10e        |
| 22-25 août      | 19 | Tour de Norvège                          | Norvège         | Coryn Rivera      | 2e         |
| 31 août         | 20 | Grand Prix de Plouay                     | France          | Coryn Rivera      | 2e         |
| 3 -8 septembre  | 21 | Boels Rental Ladies Tour                 | Pays-Bas        | Lucinda Brand     | 4e         |
| 14-15 septembre | 22 | La Madrid Challenge by La Vuelta         | Espagne         | Lucinda Brand     | 2e         |
| 20 octobre      | 23 | Tour de Guangxi                          | Chine           | Coryn Rivera      | 11e        |

Coryn Rivera est quinzième du classement individuel. Sunweb est deuxième du classement par équipes.

#### Grand tour
| Grand tour            | Tour d'Italie                    |
| --------------------- | -------------------------------- |
| Coureuse (classement) | Lucinda Brand (6e)               |
| Accessits             | Classement de la meilleure jeune |

## Classement mondial
| Classement UCI | Classement UCI     | Classement UCI | Classement UCI |
| Coureuse       | Coureuse           | Pays           | Points         |
| -------------- | ------------------ | -------------- | -------------- |
| 18e            | Leah Kirchmann     | Canada         | 928.5 pts      |
| 20e            | Coryn Rivera       | États-Unis     | 906.83 pts     |
| 31e            | Floortje Mackaij   | Pays-Bas       | 590.5 pts      |
| 49e            | Susanne Andersen   | Norvège        | 413 pts        |
| 54e            | Pernille Mathiesen | Danemark       | 364.5 pts      |
| 65e            | Liane Lippert      | Allemagne      | 292 pts        |
| 102e           | Franziska Koch     | Allemagne      | 213 pts        |
| 117e           | Juliette Labous    | France         | 186.5 pts      |
| 504e           | Pfeiffer Georgi    | Royaume-Uni    | 20 pts         |
| 552e           | Julia Soek         | Pays-Bas       | 17.67 pts      |

Sunweb est deuxième du classement par équipes.